# 奧拉瓦城堡

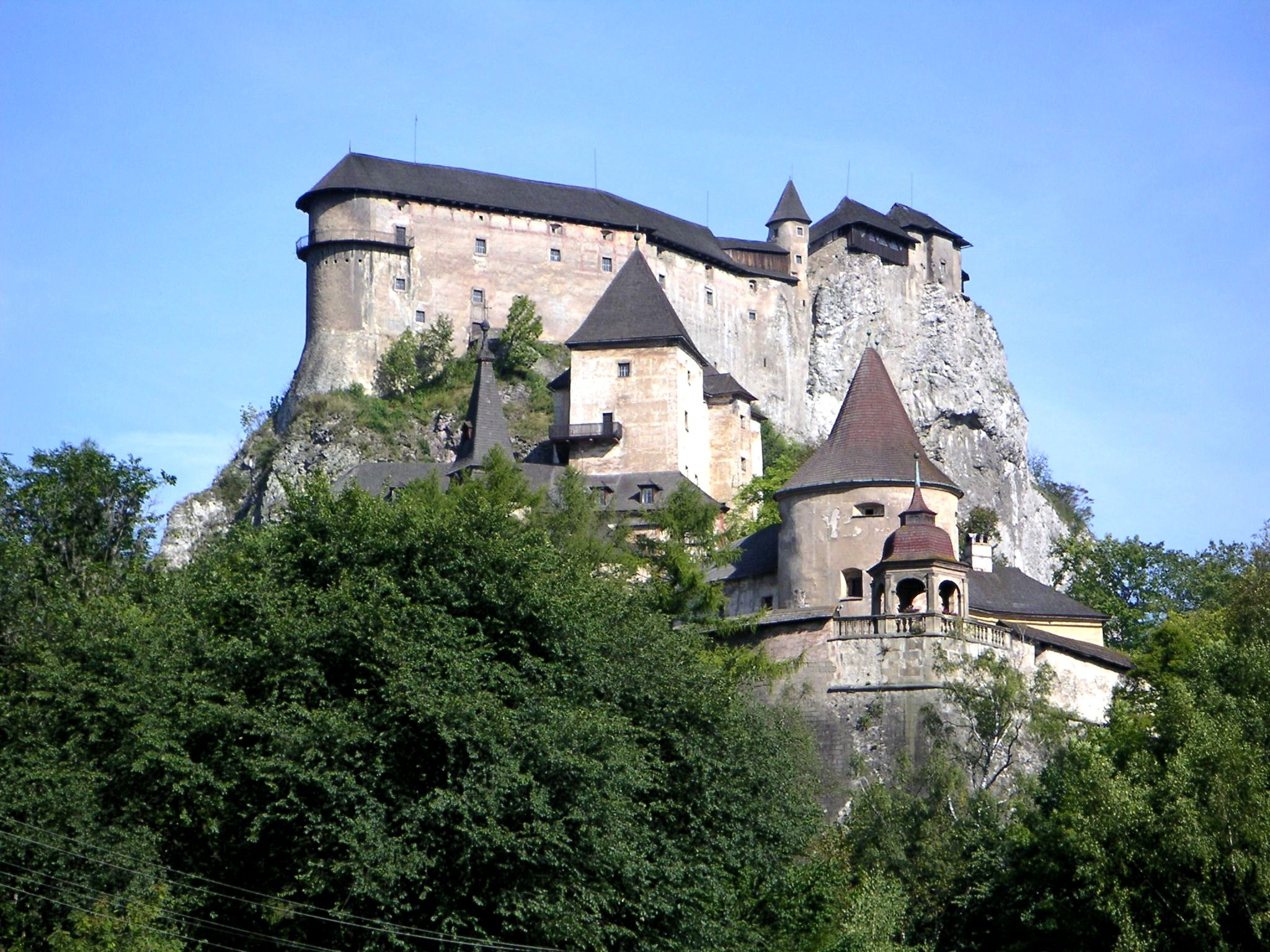
奧拉瓦城堡

奧拉瓦城堡是位於斯洛伐克的一座城堡，也被認為是斯洛伐克最美麗的城堡之一。這座城堡始建於13世紀的匈牙利王國。1922年電影不死殭屍—恐慄交響曲有很多場景是在這裡拍攝。現在的城堡結構直到1611年才完成，但在1800年又被燒毀。在經過荒廢和兩次世界大戰之後，奧拉瓦城堡現在是斯洛伐克的國家紀念建築。

## 外部連結
- Orava Castle Museum Official Website （页面存档备份，存于）
- Orava Castle from Slovak Heritage （页面存档备份，存于）
- Orava Castle Tour Information from Muzeum.sk* （页面存档备份，存于）
- Christmas at Orava Castle
- http://www.oravskyhrad.sk/ （页面存档备份，存于）
- Paper model of Orava Castle （页面存档备份，存于）
- Slovak Spectator - Orava Castle: Dradcula´s Slovak residence （页面存档备份，存于）49°15′42″N 19°21′29″E / 49.26167°N 19.35806°E